# Deep Sun
Deep Sun ist eine 2006 gegründete Symphonic-Metal-Band aus dem Kanton Aargau in der Schweiz mit Gesang, Keyboardmelodien, Gitarrenriffs sowie Bass- und Schlagzeug-Kombo. Deep Sun erreichte mit dem 4. Studioalbum Dreamland - Behind the Shades den 4. Platz in der Schweizer Hitparade.

## Geschichte
Deep Sun wurde 2006 von den beiden Brüdern Ermes und Eros Di Prisco gegründet, damals noch unter dem Namen «1 Hour». Als im gleichen Jahr Keyboarder Tom Hiebaum dazu stiess, änderten sie den Bandnamen in «Deep Sun». Tom Hiebaum ist der Komponist bei Deep Sun. Im August 2009 kam Gitarrist Pascal Töngi dazu.
Nach einigen Wechseln der Sängerinnen stiess im November 2009 die klassisch ausgebildete Sopranistin Debora Lavagnolo zur Band.
Im Mai 2010 fand man mit Angelo Salerno einen Bassisten. Zusammen mit Tom Hiebaum und Pascal Töngi ist er Songwriter in der Band.
Schlagzeuger Tobias Brutschi ist seit September 2011 festes Mitglied der Band.
In den folgenden zwei Jahren spielte Deep Sun viele Konzerte. Im Oktober 2013 veröffentlichten sie das Debütalbum Flight of the Phoenix, das im Greenhorn Records Tonstudio in Schupfart aufgenommen wurde. Anschliessend trat Deep Sun anlässlich des Masters of Symphonic Metal im Konzertlokal Z7 in Pratteln auf.
Es folgten weitere Auftritte in der Schweiz, so auch als Support-Act beim Konzert von Eluveitie im Palazzo in Chur. In dieser Zeit entstand das zweite Album, Race Against Time. Dieses wurde mit Markus Teske, dem Produzenten der Bazement Studios, produziert und im September 2016 veröffentlicht. Thematik dieses Albums war das Element Zeit. Das Artwork stammte von Stefan Heilemann, der auch CD-Covers für Kamelot, Epica sowie Rhapsody of Fire kreierte.
Im November 2016 verließ Eros Di Prisco (Gitarre), als letztes Gründungsmitglied die Band aus persönlichen Gründen. Deep Sun entschied sich, den Posten des Rhythmus-Gitarristen nicht zu ersetzen und in der Besetzung Debora Lavagnolo (Gesang), Tom Hiebaum (Keyboard), Pascal Töngi (Gitarre), Angelo Salerno (Bass) und Tobias Brutschi (Schlagzeug) weiterzumachen.
Ab 2017 stand Deep Sun zusammen mit Bands wie Sepultura (Metalacker, Tennenbronn, DE), Xandria (Hall of Fame, Wetzikon, CH) und erneut mit Eluveitie (Charity Rocknight, Glattfelden) auf der Bühne. Die Band organisierte die Swiss Metal Alliance Tour, bei der Deep Sun mit weiteren Schweizer Heavy-Metal-Bands durchs Land tourte. Im Herbst 2018 wurde die zweite Auflage der Tour gestartet.
2019 produzierte man, erneut zusammen mit Markus Teske, das dritte Album, Das Erbe der Welt. Dieses Album behandelt die Thematik der Künstlichen Intelligenz und deren Bestehen, Entwicklung und Fortgang in der Gesellschaft. Es erreichte in der Schweizer Hitparade den 11. Charts-Platz und den 1. Platz in den Genre-Charts Metal.
2021 verliess Pascal Töngi die Band und wurde durch Stephan Riner (Gitarre) ersetzt er wiederum wurde nach einem Jahr von Erik Dummermuth (Gitarre) abgelöst.
2022 kam das vierte Studioalbum von Deep Sun auf den Markt. «Dreamland – Behind the Shades» wurde mit dem Österreicher Frank Pitters produziert. In diesem Album geht es das Sammelsurium von Träumen in allen Formen aus. Es sind dies nicht nur die Träume in der Nacht, sondern auch Hoffnungen, Fokussierung, Zielsetzung sowie der Wille etwas erreichen zu wollen. All diese Gedanken in unterschiedlichen Variationen. Ein Album voll mit Songs und Thematiken, welche Deep Sun schon lange einmal musikalisch umzusetzen wollte. «Dreamland – Behind the Shades» erreichte in der Schweizer Hitparade den 4. Charts-Platz.
Deep Sun stand von 2018 bis 2023 beim deutschen beim Plattenlabel Massacre Records unter Vertrag. Seit 2023 werden sie vom Schweizer Plattenlabel POWER BLAST Records vertreten. Die Zusammenarbeit wurde zusammen mit der Single «Eternal Love» im November 2023 bestätigt.

## Stil
Die Musik von Deep Sun ist im Genre Symphonic Metal angesiedelt. Die Texte werden ausschließlich von Debora Lavagnolo geschrieben und behandeln diverse Themen des Lebens in Bezug auf das Dasein, die Entwicklung der Menschheit, den Faktor Zeit oder auch Fantasy-Geschichten.

## Diskografie
Für den weltweiten Vertrieb des Albums Dreamland – Behind the Shades und Das Erbe der Welt ist die Firma Soulfood Music verantwortlich. In der Schweiz ist Musikvertrieb AG für den Vertrieb zuständig. Die beiden Alben Flight of the Phoenix und Race Against Time werden durch das Online-Label feiyr.com vertrieben.
Alben
- 2013: Flight of the Phoenix
- 2016: Race Against Time
- 2019: Das Erbe der Welt
- 2022: Dreamland – Behind the Shades

Andere Veröffentlichungen
- 2023: Eternal Love (Single)